# Charlotte Buff
Charlotte Sophie Henriette Buff, född den 11 januari 1753  i Wetzlar, död den 16 januari 1828 i Hannover, var förebilden för "Lotte" i Goethes Den unge Werthers lidanden.
Charlotte Buff blev i sin hemort 1772 bekant med Goethe, som lidelsefullt förälskade sig i henne, trots att hon var trolovad med arkivsekreteraren Johann Christian Kestner, med vilken hon gifte sig 1773.
Charlotte Buff blev i sitt äktenskap med Kestner mor till diplomaten och konstsamlaren August Kestner.